# Суха-над-Парноу
Суха-над-Парноу (словац. Suchá nad Parnou) — село, громада округу Трнава, Трнавський край. Кадастрова площа громади — 14.38 км².
Населення 2232 особи (станом на 31 грудня 2020 року).

## Історія
Суха-над-Парноу згадується 1296 року.

## Населення
| Рік:            | 1994. | 2004.    | 2014.    | 2024.    |
| --------------- | ----- | -------- | -------- | -------- |
| Кількість осіб: | 2241  | 1738     | 2041     | 2328     |
| Різниця:        |       | -22,44 % | +17,43 % | +14,06 % |

| Рік:            | 2023. | 2024.   |
| --------------- | ----- | ------- |
| Кількість осіб: | 2296  | 2328    |
| Різниця:        |       | +1,39 % |